# 1-clorotetradecano
El 1-clorotetradecano, también llamado cloruro de miristilo o cloruro de tetradecilo, es un compuesto orgánico de fórmula molecular C14H29Cl. Es un haloalcano lineal de catorce carbonos en el cual un átomo de cloro está unido a uno de los carbonos terminales.

## Propiedades físicas y químicas
A temperatura ambiente, el 1-clorotetradecano es un líquido incoloro e inodoro. Tiene su punto de ebullición a 295 °C y su punto de fusión a -3 °C.
Posee una densidad inferior a la del agua, ρ = 0,860 g/cm³, y en fase vapor es 8,03 veces más denso que el aire.
Su viscosidad a 20 °C es de 4 cP, superior a la del agua.
El valor del logaritmo de su coeficiente de reparto, logP = 8,02, indica que es mucho más soluble en disolventes apolares que en disolventes polares. Así, en agua es prácticamente insoluble (menos de 0,01 g/L).
En cuanto a su reactividad, este cloroalcano es incompatible con agentes oxidantes fuertes.

## Síntesis
El 1-clorotetradecano se prepara por reacción de 1-tetradecanol con cloruro de hidrógeno gaseoso en presencia de un catalizador.
Este puede ser cloruro de zinc a una temperatura de 135 - 145 °C, obteniéndose un rendimiento del 95%; como subproducto se forma ditetradeciléter.
Cuando el catalizador empleado es cloruro de N-n-octilalquilpiridinio a 150 °C, se alcanza un rendimiento de 99,5% tras un tiempo de reacción total de 7,5 horas. El rendimiento es inferior (entre el 87,2% y el 99,2%) si se utiliza hidrocloruro de alquilpiridina.
Otra vía de síntesis es a partir de la reacción entre 1-(feniltelanil)tetradecano y cloruro de sulfurilo, formándose el correspondiente telurodicloruro, cuya descomposición a 100 °C en dimetilformamida rinde 1-clorotetradecano. Con este método el rendimiento conseguido es del 90%.

## Usos
El 1-clorotetradecanose se usa como intermediario en síntesis orgánica.
Por ejemplo, en la elaboración de cloruro de tri-n-butilmiristilfosfonio, en dialquilación de complejos de terc-butilfosfina–borano o en la fabricación de polímeros basados en poli (aminoamidas), útiles en eliminación de contaminantes en la industria papelera.
También se ha empleado como acaricida para el control de ectoparásitos en ganado, solo o combinado con otros cloroalcanos como 1-cloroundecano o 1-clorooctadecano.
Por otra parte, se ha estudiado la biodegradación del 1-clorotetradecano por parte de bacterias del género Rhodococcus. Estas producen una deshalogenasa de tipo oxigenasa capaz de liberar el cloro en 1-cloroalcanos C4 - C18, mostrando una actividad óptima hacia el 1-clorotetradecano.

## Precauciones
El 1-clorotetradecano es un compuesto combustible que tiene su punto de inflamabilidad a 130 °C y su temperatura de autoignición a 230 °C. Al arder puede desprender emanaciones tóxicas de cloruro de hidrógeno.